# Crème Fraiche
Crème Fraiche är en kvinnlig showgrupp som bildades 1981. Zeid Andersson, Ann-Sofie Nylund och Beate Strömberg har medverkat i gruppen sedan starten. Lotta Holm och Sussie Eriksson har också ingått i konstellationen.
Crème Fraiche har medverkat i ett flertal shower bl.a. tre år med Bosse Parnevik på Trägår'n i Göteborg och Kronprinsen i Malmö, sedan ett år med Lasse Berghagen, också det på Kronprinsen. De medverkade i långköraren Parneviks Oscarsparty som gick för utsålda hus i två år med start 1987. Siw Malmkvist hade sällskap av Crème Fraiche-tjejerna i sin jubileumsshow på Berns 1989.
Under 1990-talet medverkade de i ett antal revyer och farser i Linköping. De har medverkat i ett flertal TV-program bl.a. Hasse och hans vänner 1988 och Klasses julkalender 1992 tillsammans med Bortalaget.
1986 spelade gruppen in en egen LP-skiva med titeln Vinden vänder.